# Robert van Chester
Robert van Chester (Engels: Robert of Chester; Latijn: Robertus Castrensis) was een Engels arabist die leefde rond 1150. Hij vertaalde heel wat historisch belangrijke werken vanuit het Arabisch naar het Latijn, waaronder:
- Hisab al-jabr wa al-muqabala van Mohammed ibn Moesa Chwarizmi (ca. 1145)
- Liber de compositione alchimiae (ca. 1144)[1]

In de jaren 1140 werkte Robert in Spanje, toen het nog verdeeld was in een islamitisch en christelijk deel. Rond het jaar 1150 keerde hij terug naar Engeland.

## Naamsverwarring
Sommige bronnen verwarren Robert van Chester met Robert van Ketton (Robertus Ketenensis), die ook actief was als vertaler uit het Arabisch rond 1140-1150. Toch liggen de steden Ketton en Chester een heel eind (170 km) uit elkaar.